# Nectonema zealandica
Nectonema zealandica är en djurart som tillhör fylumet tagelmaskar som beskrevs av Poinar och Brockerhoff 200. Nectonema zealandica ingår i släktet Nectonema, och familjen Nectonemidae. Inga underarter finns listade i Catalogue of Life.